# Spathius amabilis
Spathius amabilis är en stekelart som beskrevs av Chao 1957. Spathius amabilis ingår i släktet Spathius och familjen bracksteklar. Inga underarter finns listade i Catalogue of Life.